# Дуби скельні-1
Дуби скельні-1 — ботанічна пам'ятка природи місцевого значення. Об'єкт розташований на території Ковельського району Волинської області, на південь від с. Смолярі. 
Площа — 2,1 га, статус отриманий у 1974 році. Перебуває у користуванні ДП «Старовижівське ЛГ», Любохинівське лісництво (кв. 61, вид. 7).
Охороняється найбільша в області лісонасіннева ділянка дуба скельного (Quercus petraea) віком понад 100 років, з домішкою сосни звичайної (Pinus sylvestris) та осики (Populus tremula).

## Галерея

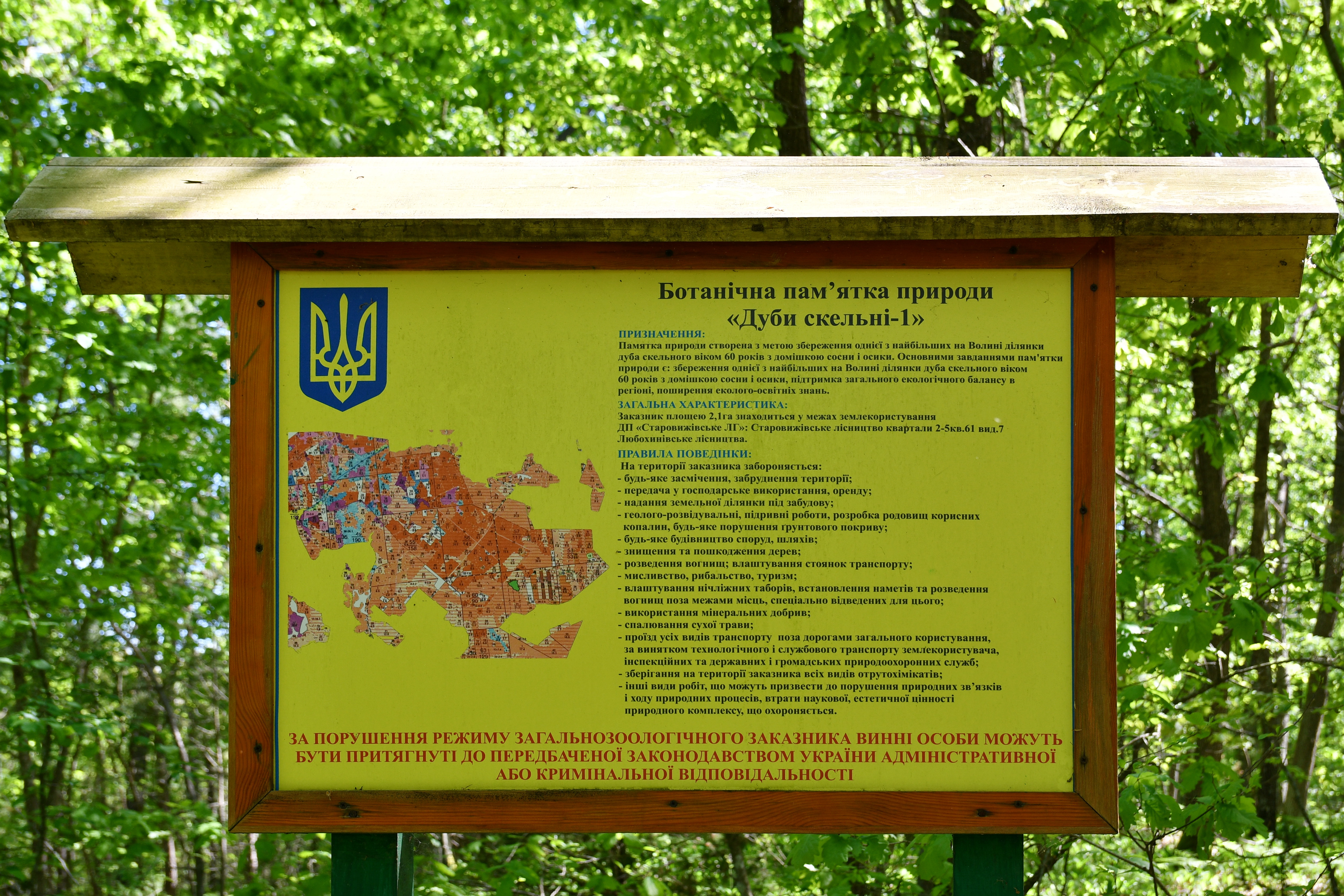
Інформаційна дошка
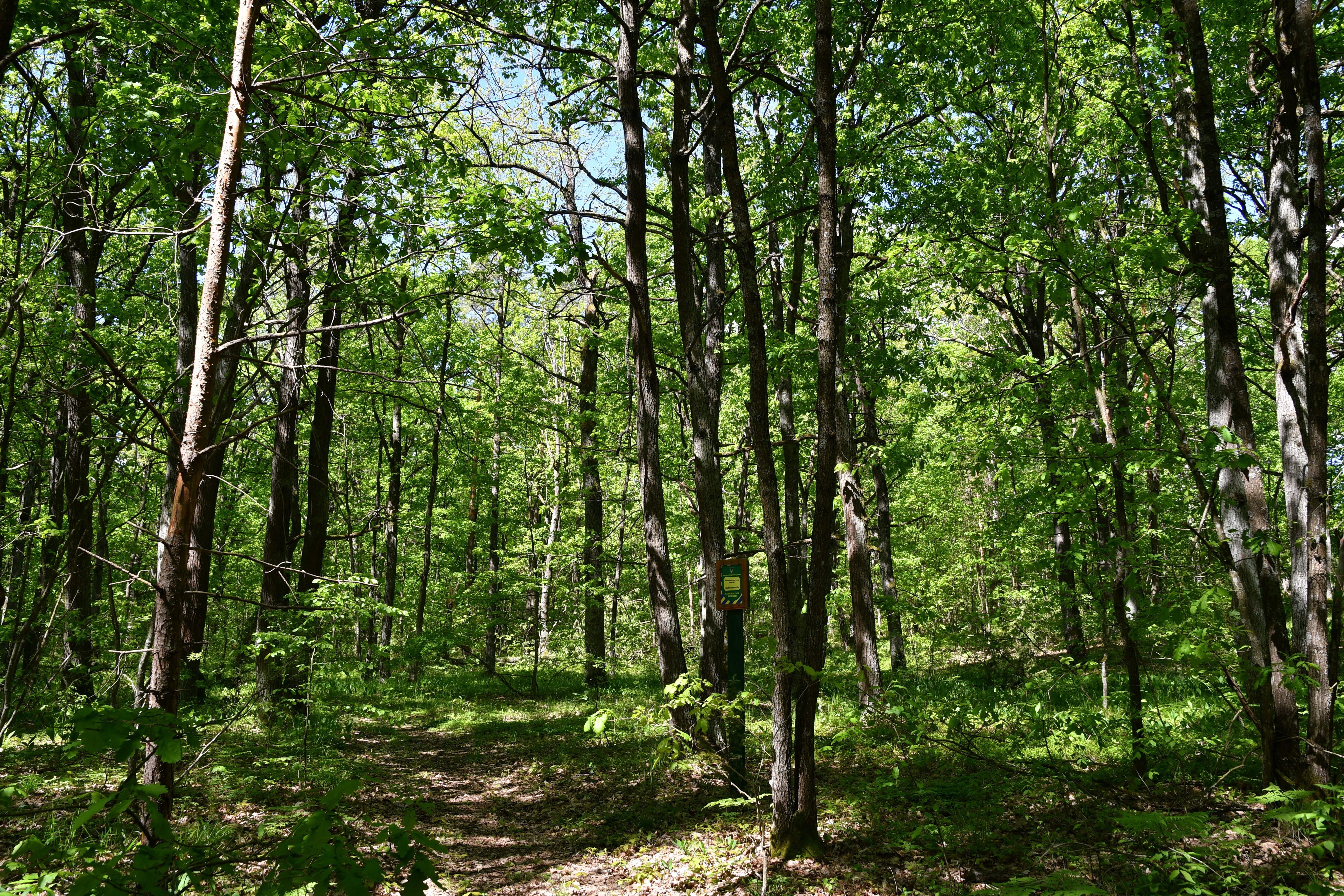
Загальний вигляд
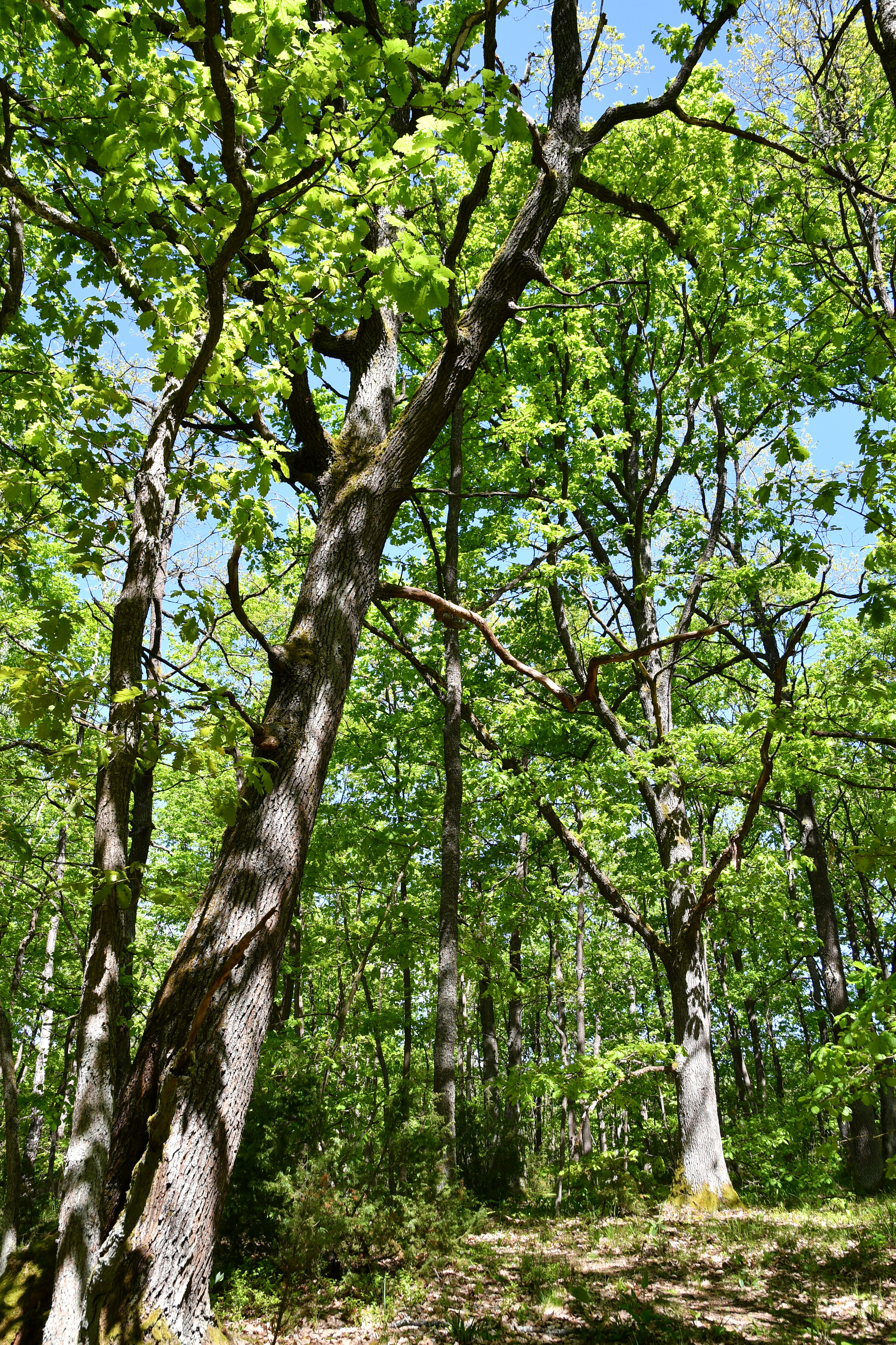
Загальний вигляд